# Leuchtqualle

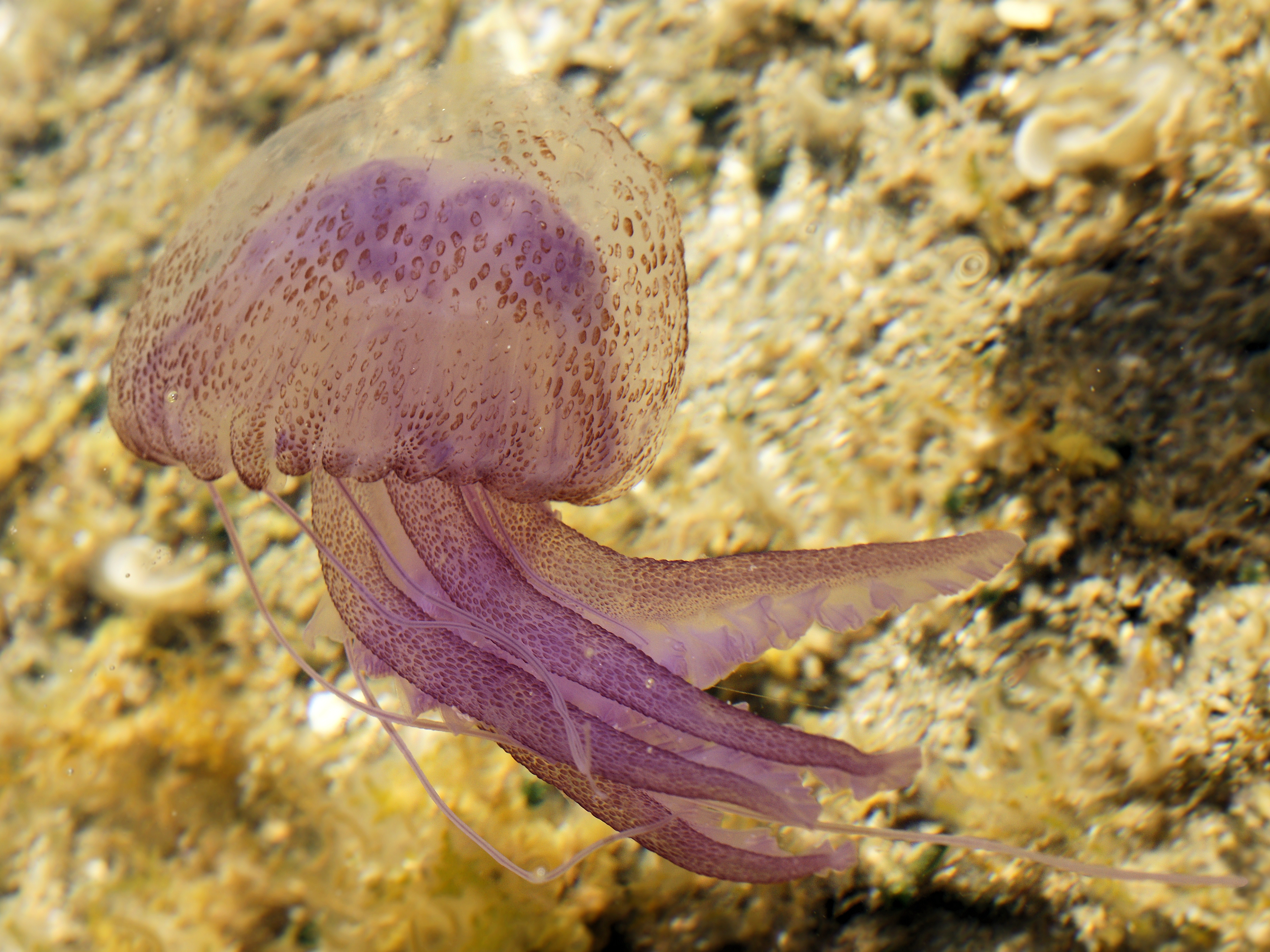
Leuchtqualle vor der Küste von Sardinien

Die Leuchtqualle (Pelagia noctiluca), auch Feuerqualle genannt, ist eine Schirmqualle aus der Familie der Pelagiidae und gehört zu den wenigen europäischen Quallen, deren Nesselkapseln die menschliche Haut durchdringen können. Der Gattungsname Pelagia ist von griechisch pelagós ‚Meer‘ abgeleitet (es gibt auch eine Heilige gleichen Namens). Ihren Artnamen noctiluca – „die Nachtleuchtende“ – verdankt sie ihrem schwachen, nächtlichen Leuchten, das bei Erschütterung der Qualle sichtbar wird (Biolumineszenz).

## Beschreibung
Der Schirm ist hochgewölbt und hat die Form einer Halbkugel oder Glocke. Er kann einen Durchmesser von 10–12 cm erreichen. Die Farbe dieser Meduse reicht von einem blassen Pink bis hin zu malvenfarben und bräunlich, die Schirmoberfläche ist mit pink oder mauve-farbenen, nesselzellenbewehrten Warzen überzogen. Der Schirm trägt unterseitig sechzehn marginale Lappen und acht marginale Sinnesorgane. Rund um die Mundöffnung befinden sich vier, außen gekrauste Mundtentakel, am Schirmrand acht fadenförmige, bis einen Meter lange Fangtentakel. Die Fangtentakel sind mit zahllosen Nematozysten besetzt, die ihrerseits mit Proteintoxiden mit einer molaren Masse von 50–150 kDa gefüllt sind.

## Vorkommen und Lebensweise
Die Leuchtqualle lebt kosmopolitisch in wärmeren Meeren (zum Beispiel dem Mittelmeer, dem Roten Meer und im Golf von Mexiko) und tritt meist in Schwärmen auf. Dabei können die Wanderpopulationen kilometerlang sein und in einer Tiefe von bis zu 20 m auftreten. Pelagia noctiluca macht kein sessiles Polypenstadium durch, die adulten Tiere entlassen im Herbst voll entwickelte Jungmedusen. Die übliche Beute dieser Qualle sind freischwimmende Seescheiden, kleinere Quallen und Zooplankton.

## Systematik
Pelagia noctiluca gehört der Klasse der Schirmquallen (Scyphozoa) aus dem Stamm der Nesseltiere (Cnidaria) an, ihre Familie (Pelagiidae) umfasst die Arten Pelagia flaveola, P. noctiluca und P. panopyra. Ein Synonym für P. noctiluca ist Pelagia perla (Slabber, 1781).

## Leuchtquallen und Menschen
Die mikroskopisch kleinen Harpunen der Nesselzellen durchdringen die menschliche Haut. Das Nesselgift löst eine sofortige Kontakturtikaria aus, die schmerzhaft, aber nicht lebensgefährlich ist. Folgen sind eine errötende Haut der jeweilig betroffenen Stelle sowie ein starker Juckreiz. In wenigen Fällen kann es jedoch zur Systematisierung (Übelkeit, Erbrechen und Kopfschmerzen) kommen. Erste-Hilfe-Maßnahmen umfassen das sofortige Entfernen anhaftender Tentakel und die Neutralisierung des Giftes mit einer Magnesiumsulfatlösung.

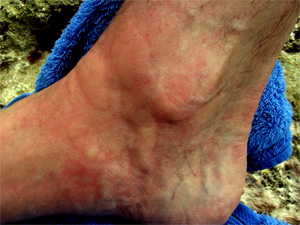
Verletzungen nach Kontakt mit Leuchtqualle, Gozo/Mittelmeer

Massenauftreten von Leuchtquallen bedrohen Aquakulturen. Es gab Fälle, in denen bis zu 100.000 Lachse umgebracht wurden. In den letzten Jahren häufen sich auch Meldungen über ungewöhnliche Massenvorkommen im Mittelmeer, die dann zu Strandsperrungen führen. Für die jeweilige örtliche Tourismusindustrie sind derlei Vorfälle problematisch, da die Badegäste fernbleiben.
Die Leuchtqualle kann als invasive Art bezeichnet werden, da die eigentliche Hochseequalle periodisch in Küstengewässer getrieben wird, wo sie zu Schäden führt.